# Wolfram Lattke
Wolfram Lattke (* 1978 in Pirna) ist ein deutscher Sänger (lyrischer Tenor).

## Leben
Lattke erhielt mit sieben Jahren seine erste Gesangsausbildung. Als Knabensopran war er 1987–1988 Mitglied des Dresdner Kreuzchores und von 1988 bis 1996 des Leipziger Thomanerchores.
Nach dem Ausscheiden aus dem Thomanerchor erhielt er Gesangsunterricht bei Bernd-Siegfried Weber (Leipzig) und absolvierte anschließend ein Gesangsstudium von 1998 bis 2004 an der Leipziger Hochschule für Musik und Theater „Felix Mendelssohn Bartholdy“ bei  Hans-Joachim Beyer. Zusätzliche Impulse erhielt er in Meisterkursen u. a. bei Horst Günter und Peter Schreier.
Er arbeitete mit den New Yorker Philharmonikern, dem Leipziger Gewandhausorchester, der Kölner Akademie, mit Masaaki Suzuki und dem Bach Collegium Japan, der Nederlandse Bachvereniging, dem Thomanerchor Leipzig und dem Hilliard Ensemble (GB). Er sang auch unter den Dirigenten Kurt Masur, Riccardo Chailly, Dmitri Sitkovetsky, Susanna Mälkki und Joshua Rifkin.
Neben Ensemble- und Liedliteratur umfasst sein Repertoire Werke von der Renaissance bis zur Moderne. Ein wesentlicher Schwerpunkt seiner Arbeit ist die Interpretation frühbarocker und barocker Werke.
Seit 1995 ist er Mitglied des Vokalsolistenensembles „amarcord“.
Er erhielt mit dem Ensemble im Jahr 2000 ein Stipendium des Deutschen Musikrates, wurde in die Bundesauswahl Konzerte Junger Künstler aufgenommen und gewann 2002 den Deutschen Musikwettbewerb. 1997 gründete er mit amarcord das  Leipziger Festival für Vokalmusik „a cappella“.
Wolfram Lattke war mit dem Ensemble amarcord Preisträger des ECHO Klassik 2010 für die CD „Rastlose Liebe“ mit Musik der Leipziger Romantik von Schumann bis Mendelssohn, welche zudem mit dem luxemburgischen Supersonic Award (Pizzicato) ausgezeichnet wurde, sowie des ECHO Klassik 2012 für die CD „Das Lieben bringt groß’ Freud“ mit deutschen Volksliedern. Er erhielt mit amarcord den Musikkritikerpreis ICMA 2013  für die Weltersteinspielung zweier Messen des Leipziger Thomasgraduales auf der CD „Zu S. Thomas“.

## Diskografie (Auswahl)

### Mit Amarcord
- 2001: In adventu Domini (Raumklang/edition apollon)
- 2005: Pierre de la Rue – Incessament (Raumklang/edition apollon)
- 2005: Nun komm der Heiden Heiland (Raumklang/edition apollon)
- 2006: The Book of Madrigals (Raumklang/edition apollon)
- 2007: Vita S. Elisabeth mit IOCULATORES & Ars Choralis Coeln (Raumklang)
- 2008: album français (Raumklang/edition apollon)
- 2009: Rastlose Liebe (Raumklang/edition apollon)
- 2010: Johann Sebastian Bach: Markus-Passion BWV 247 mit Dominique Horwitz & Kölner Akademie (Carus)
- 2010: Von den letzten Dingen mit Cappella Sagittariana Dresden (Raumklang/edition apollon)
- 2010: Historia de Compassione Mariae (Marian Office, Hamburg, 15th Century) (cpo)
- 2011: Das Lieben bringt groß Freud! mit Leipziger Streichquartett (MDG)
- 2011: Jauchzet dem Herren alle Welt mit Cappella Sagittariana Dresden (Raumklang/edition apollon)
- 2011: Franz Liszt: Années de Pèlerinage + Gesualdo & Marenzio mit Ragna Schirmer (Berlin Classics)
- 2011: Coming Home for Christmas (Raumklang/edition apollon)
- 2012: Zu S. Thomas (Raumklang/edition apollon)
- 2012: Johann Sebastian Bach – Die Motetten mit Lautten Compagney (Sony Classical/dhm)
- 2013: Folks & Tales (Raumklang/edition apollon)

### Weitere
- 2006: Musik am Hofe derer von Bünau II – Ensemble „Alte Musik Dresden“, Norbert Schuster (Raumklang)
- 2010: Music for the Peace of Utrecht (Händel/Croft) – Nederlandse Bachvereniging, Jos van Veldhoven, Nicky Kennedy/William Towers/Wolfram Lattke/Julian Podger/Peter Harvey (Channel Classics)
- 2010: Weihnachtsoratorium, BWV 248 (J.S.Bach) – Dresdner Kammerchor, Gewandhausorchester, Riccardo Chailly, Carolyn Sampson/Wiebke Lehmkuhl/Martin Lattke/Wolfram Lattke /Konstantin Wolff (DECCA)

## Filmografie
- 2004: Sounds like Christmas (DVD) – amarcord, Angelika Kirchschlager, Tomasz Stańko, Freiburger Barockorchester (EuroArts)
- 2008: amarcord – Ein EnsembleLeben (DVD) von Christoph Scholz
- 2012: Bach Matthäus-Passion (DVD/Blu-ray) – Thomanerchor Leipzig, Gewandhausorchester, Georg Christoph Biller, Christina Landshamer/Stefan Kahle/Wolfram Lattke/Martin Lattke/Klaus Mertens/Gotthold Schwarz (accentus music)

## Auszeichnungen (Auswahl)
- 1999: 1. Preis beim Internationalen Felix-Mendelssohn-Bartholdy-Chorwettbewerb Pohlheim
- 2002: 1. Preis des Deutschen Musikwettbewerbs
- 2002: Contemporary A cappella Recording Award (CARA) in der Kategorie Best Classical Album für das Album Hear the voice
- 2002: Contemporary A cappella Recording Award (CARA) in der Kategorie Best Classical Song für  Tenebrae auf dem Album Hear the voice
- 2004: Preis der Festspiele Mecklenburg-Vorpommern
- 2006: Contemporary A cappella Recording Award (CARA) in der Kategorie Best Classical Album für das Album Nun komm der Heiden Heiland
- 2006: Contemporary A cappella Recording Award (CARA) in der Kategorie Best Classical Song für Sanctus Incessament auf dem Album Pierre de la Rue-Incessament
- 2010: ECHO Klassik 2010 in der Kategorie „Chorwerk-Einspielung des Jahres – Chor/Ensemblemusik 18.–19. Jahrhundert“ für das Album Rastlose Liebe
- 2010: Contemporary A cappella Recording Award (CARA) in der Kategorie Best Classical Album für das Album Rastlose Liebe
- 2010: Supersonic Award (Pizzicato) für das Album Rastlose Liebe
- 2012: ECHO Klassik 2012 in der Kategorie „Ensemble des Jahres – Vokalmusik“ für das Album Das Lieben bringt groß’ Freud!
- 2013: International Classical Music Award für das Album Zu S. Thomas
- 2013: Supersonic Award (Pizzicato) für die CD Zu S. Thomas